# بوك (جزيرة)
جزيرة بوك تقع في بحر البلطيق جنوب غرب جزيرة هيدينسي وشرق شبه جزيرة زينغست. تتبع بلدية غروس موردورف في ولاية مكلنبورغ فوربومرن شمال شرق ألمانيا.
أُنشئت جزيرة بوك بشكل اصطناعي عن طريق إلقاء الرمال من القناة إلى شترالزوند (جيلينستروم)، وتقع ضمن المنطقة الأساسية للمنتزه الوطني لمنطقة بحيرة بوميرانيا الغربية. وهي محمية طبيعية وغير مأهولة. اسمها مشتق من كلمة aufgebockt (وتعني "مُدعّم"). نشأ الاسم لأن العديد من السفن جنحت على الضفة الرملية السابقة، وبالتالي أصبحت "مُدعّمة" بمعنى ما. في الغرب، لا يفصل الجزيرة عن مجموعة جزر كلاين فيردر سوى مجاري مائية ضيقة وضحلة.
قبالة الجزيرة شمالاً، تقع إحدى جزر بحر البلطيق القليلة على الساحل الألماني. في ظل ظروف الرياح المواتية ومستويات المياه المنخفضة الناتجة عن ذلك، تظهر المناطق الطينية.